# Batalla de Burbia
L'any 791 Hixam I va organitzar dos exèrcits per atacar el Regne d'Astúries. Amb un va atacar l'occident del regne i amb l'altre l'orient, sembrant la destrucció. La campanya de la que més sabem és la gallega, perquè les cròniques coincideixen que es va produir una batalla en Burbia.
Beremund I d'Astúries va sortir al pas de l'exèrcit musulmà quan aquest tornava a Qurtuba, després d'haver reunit suficient botí. La crònica Albeldense només esmenta que es va produir una batalla, no el seu resultat. Les musulmanes elogien la victòria de Yusuf ibn Bujt, el general musulmà, sobre el Beremund. Va ser el major desastre militar del regne d'Astúries, tant que va produir una immediata crisi de poder en el cor del regne, abdicant en favor d'Alfons II d'Astúries, fill del seu cosí Fruela I.